# Infoanarchismus
Infoanarchismus nebo též informační anarchismus je zastřešující termín pro různé skupiny lidí, kteří neuznávají formy duševního vlastnictví (jako jsou autorská práva a patenty). Termín byl vytvořen v týdeníku Time v článku s názvem „The Infoanarchist“ v červenci 2000. Článek byl napsáný Ianem Clarkem, který působí jako vedoucí vývojář Freenetu. 
Infoanarchisté žádají, aby používání P2P, freenetu bylo anonymní a bez kontroly státního aparátu a s co nejmenší kontrolou korporátního kapitálu (problémy okolo sociálních sítí a soukromí). 

## Skupiny
Informační anarchismus zahrnuje širokou škálu skupin a názorů: 
- lidi, kteří si myslí, že autorské právo a copyright vytváří překážku rozvoje společenství;
- skupiny warez;
- anarchisty;
- antikapitalisty.